# محافظة نونثابوري
محافظة نونثابوري (بالتايلاندية:นนทบุรี) و(بالإنكليزية:Nonthaburi) هيَ واحدة من محافظات تايلاند الخمس والسبعين، تجاور محافظات أيوتثايا وباثوم ثاني وبانكوك وناخون نايوك.

## الجغرافيا
تقع نونثابوري غرب العاصمة بانكوك علي نهر تشاو فرايا تأثرت المحافظة بأكبر مدينة في تايلاند وهي العاصمة بانكوك وتحضرت والحدود بين بانكوك ومحافظة نونثابوري مترابطة ومن الصعوبة التعرف عليها.

## التاريخ
كانت نونثابوري قرية صغيرة تسمي خوان قبل القرن السادس عشر وفي عهد الملك براسات ثونغ تم حفر قناة لإنشاء مجري لنهر وأصبحت المنطقة نونثابوري منطقة رئيسية ومهمة في مملكة ثونبوري

## الزراعة
تشتهر المحافظة بزراعة دريان وأفضل المزارع علي مجري نهر تشاو فرايا.

## التقسيمات الادرية
تنقسم المحافظة الي 6 مناطق و 52 بلدية و 309 قرية
| 1. موانج نونثابورى 2. بانج كرايا 3. بانج ياي | 1. بانج بوا ثونغ 2. ساي نوا 3. باك كريت |

## أعلام
- بلايك بيبولسونجكرام